# ويليام مانلي
ويليام مانلي (بالإنجليزية: William George Nicholas Manley)‏ هو طبيب عسكري نيوزيلندي، ولد في 17 ديسمبر 1831 في دبلن في جمهورية أيرلندا، وتوفي في 16 نوفمبر 1901 في شلتنهام في المملكة المتحدة.

## أوسمة وتكريم
- صليب فيكتوريا
- ميدالية مصر